# Fijne ooievaarsbek
De fijne ooievaarsbek (Geranium columbinum) is een eenjarige plant die behoort tot de ooievaarsbekfamilie (Geraniaceae).

## Determinatie
De plant wordt 20–60 cm hoog, vormt een penwortel en heeft liggende of soms klimmende stengels met ongeveer 0,4 mm lange, aangedrukte haren. Klierharen ontbreken op de plant echter. De handvormige grondbladeren zijn vijf- tot zeventallig. De bladlobben hebben twee tot drie diepe insnijdingen of zijn veerspletig. De bladlobben aan de stengel zijn enkel tot dubbelveerdelig
De fijne ooievaarsbek bloeit van juni tot in september met helderpaarse, soms roze bloemen. De kroonbladen zijn 7–9 mm lang. De kelkbladen hebben een 1,5–3,0 mm lange spits met witte rand, die tijdens de rijping groter wordt.
De ongeveer 2,5 cm lange (inclusief snavel) vrucht is een vijfdelige kluisvrucht met kale deelvruchten. De snavel van de deelvrucht buigt bij rijpheid boogvormig naar boven, waardoor de zaden vrijkomen.

## Ecologie
Fijne ooieversbek komt voor op vochtige, kalkrijke grond in grasland, bermen, op dijkhellingen en langs spoorwegen.

## Verspreiding
De plant komt van nature voor in Eurazië en is van daaruit verspreid naar Noord-Amerika. In Nederland is de soort zeldzaam.

## Namen in andere talen
- Duits: Stein-Storchschnabel
- Engels: Long-stalked Crane's-bill
- Frans: Géranium colombin